# Achzarit
L'Achzarit (אכזרית « femme cruelle » en hébreu) est un véhicule blindé de transport de troupes chenillé conçu sur le châssis de chars T-54 ou de T-55 capturés lors des guerres israélo-arabes.
L'Achzarit entre en service dans l'armée israélienne en 1989.

## Historique
L'Achzarit est basé sur une version du char soviétique T 55. Le modèle a été élaboré à partir de véhicules capturés lors des guerres israélo-arabes. L'armée israélienne retira la tourelle de vieux T-55 et modifia leur châssis pour permettre le transport de troupes en ajoutant un compartiment et une porte à l'arrière. Son développement a débuté lorsque les Israéliens se sont rendu compte que leurs M113 américains étaient devenus obsolètes. Les APC étaient sous motorisés et n'arrivaient pas à suivre les chars de combat, ce qui rendait ces derniers très vulnérables. De plus, les M113 ne disposent de quasiment aucune protection anti-tank, une simple roquette de RPG pouvait percer leur blindage.

### Engagements
Plus de 200 Achzarit sont en service au sein de l'Armée de terre israélienne (brigade Golani) qui opère à proximité de la frontière libanaise et dans le nord des territoires occupés. En règle générale, et malgré la discrétion de Tsahal sur son organisation et l'extrême modularité de ses unités, il semble qu'une compagnie d'infanterie mécanisée israélienne compte trois sections de trois Achzarit chacune et que quatre compagnies de combat plus une compagnie de soutien (équipée de M113) forment un bataillon.
L'Achzarit a été utilisé lors de l'opération Arc-en-ciel à Rafah, après qu'un M-113, moins blindé, ait été détruit par une roquette de RPG.

## Caractéristiques
Le moteur soviétique d'origine, à refroidissement à eau, a été remplacé par un système plus compact et plus puissant et de nombreux systèmes internes ont été remis à niveau. Une couche de blindage passif supplémentaire a été rajouté par-dessus le blindage d'origine, provoquant une surcharge d'environ 17 tonnes.
L'Achzarit Mk 1 est équipé d'un moteur Detroit Diesel 8V-71 TTA de 650 chevaux, à refroidissement liquide, tandis que le Mk 2 bénéficie d'un moteur Detroit Diesel NIMDA 8V-92 TA/DDC III de 850 chevaux.
Il peut franchir des gués de 1,1 m de profondeur et est équipé d'un système individuel de surpression protégeant le personnel contre les attaques NBC. Il peut aussi générer un écran de fumée en injectant du gazole dans le système d'échappement sur la partie gauche du châssis.

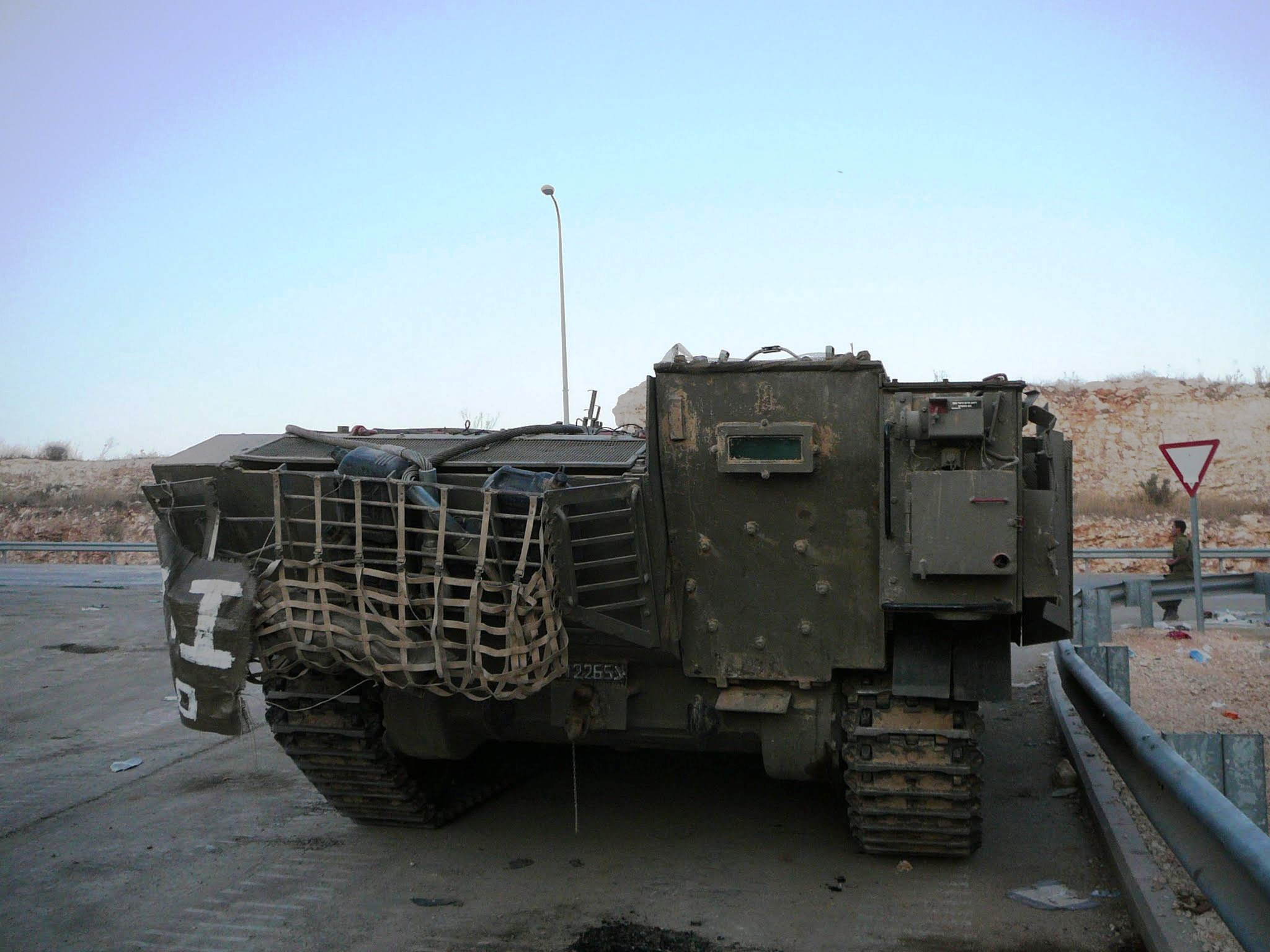
Face arrière d'un Achzarit.

### Armement
Il est armé de 4 mitrailleuses MAG de 7,62 mm, dont une (celle située devant le poste du tireur) télé-opérée depuis l'intérieur de l'habitacle à l'aide du système OWS (Overhead weapon system). Cet armement a été développé par l'Israeli armament development authority (Autorité de développement de l'armement israélienne).

### Blindage
Dépourvu de sa tourelle, le châssis d'un char T-54 ou T-55 pèse 27 tonnes, la structure ajoutée sur le châssis pour créer l'Achzarit pèse 17 tonnes et contient un épais blindage composite conçu pour encaisser, sur l'arc frontal, des impacts multiples d'obus-flèches de 125 mm. Des réservoirs de carburant auto-obturant placés dans les déports de caisse, au-dessus des chenilles contribuent également à la protection de l'engin en cas de perforation du blindage. Des tôles multi-perforées Toga en acier à blindage protègent les côtés arrière de l'engin.
À cause de son blindage lourd, l'Achzarit est parfois appelé HAPC (Heavy armoured personnal carrier - transport de troupes blindé lourd).

### Équipage

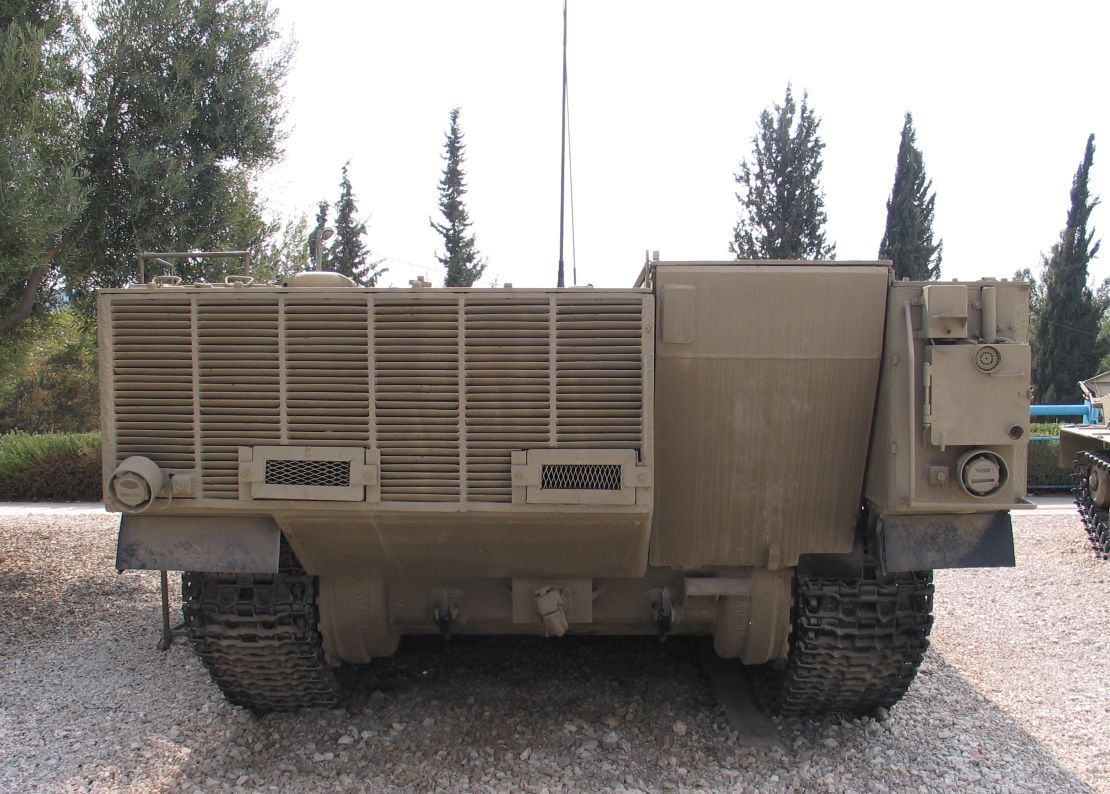
Un Achzarit au musée Yad la-Shiryon en Israël.

Les membres d'équipage (pilote, chef d'engin et tireur) disposent de trappes de toit pour entrer et sortir. Trois autres trappes sont situées à l'arrière, pour les troupes embarquées.
Le pilote est placé à l'avant-gauche, avec le chef d'engin à sa droite et le tireur derrière ce dernier. Dans le compartiment transport de troupes, les sept fantassins sont assis : 3 sur une banquette à gauche, 3 sur des sièges individuels à droite et le dernier sur un siège central à l'arrière. Ils peuvent sortir soit par les trappes du toit, soit par l'étroite rampe hydraulique située à l'arrière droit du véhicule.

## Versions
Il existe six sortes d'Achzarit en Israël : 
- la version normale (classical)
- une version ambulance
- une version commandement
- une version Achzarit RCWS-30
- une version LIC doghouse
- et une version LIC aquarium